# Joachim Sutton
Joachim Sutton (* 15. Mai 1995 in Roskilde) ist ein dänischer Ruderer.

## Biografie
Joachim Sutton begann 2009 als Jugendlicher mit dem Rudersport. Aufgrund seines britischen Vaters hatte Sutton ein Angebot bekommen für die britische Nationalmannschaft zu starten. Er entschied sich jedoch für Dänemark.
Gemeinsam mit Frederic Vystavel belegte Sutton bei den Europameisterschaften 2020 den sechsten und im Folgejahr den achten Platz im Zweier ohne Steuermann.
Bei den Olympischen Spielen 2020, die pandemiebedingt ein Jahr später ausgetragen wurden, gewann das Duo in der Zweier-ohne-Steuermann-Regatta die Bronzemedaille.
Sutton studierte an der University of California in Berkeley Anthropologie.